# Alpheus peasei
Alpheus peasei är en kräftdjursart som först beskrevs av Armstrong 1940.  Alpheus peasei ingår i släktet Alpheus och familjen Alpheidae. Inga underarter finns listade i Catalogue of Life.